# Fritz-Jürgen Kador
Fritz-Jürgen Kador (* 22. November 1932 in Saarau, Kreis Schweidnitz; † 17. Juli 2010) war ein deutscher Volkswirt.

## Leben
Nach Vertreibung aus Schlesien kam Kador nach Hildesheim, wo er 1954 das Abitur ablegte. Er studierte Volkswirtschaft in Göttingen und Berlin und schloss 1958 als Diplom-Volkswirt ab. Im Juli 1961 promovierte er zum Dr. rer. pol.
Nach Tätigkeit als Wissenschaftlicher Assistent kam er 1963 zum Kölner Maschinenbauunternehmen Klöckner-Humboldt-Deutz und war dort zehn Jahre in der Personalabteilung angestellt. Von 1973 bis zu seiner Pensionierung am 31. März 1998 war er Abteilungsleiter bei der Bundesvereinigung der Deutschen Arbeitgeberverbände (BDA) in Köln.
Neben seiner beruflichen Tätigkeit übernahm Kador eine Reihe ehrenamtlicher Tätigkeiten. Von 1985 bis 2001 war er Vorsitzender der Forschungsgesellschaft für Arbeitsphysiologie und Arbeitsschutz an der TU Dortmund. Daneben war er Mitglied des Stiftungsrats der Stiftung Kulturwerk Schlesien und bis 2002 Mitglied des Vorstands im Verein der Freunde und Förderer der Stiftung Kulturwerk Schlesien, sowie lange Jahre Schatzmeister des Vereins Haus Schlesien in Königswinter und Mitglied des Aufsichtsrates des Bergstadtverlages Wilhelm Gottlieb Korn (Würzburg). Kador veröffentlichte zahlreiche Werke auf dem Gebiet des Personalmanagements. 

## Ehrungen
- 24. April 2003: Verdienstkreuz 1. Klasse der Bundesrepublik Deutschland
für sein Wirken als Vorsitzender der Forschungsgesellschaft für Arbeitsphysiologie und Arbeitsschutz
- 2006: Ehrenmedaille der Gesellschaft für Arbeitswissenschaft